# Carl Anderson (Szenenbildner)
Carl Anderson (* 13. Juni 1903 in Dover, New Jersey; † 22. September 1989 in North Hollywood, Kalifornien) war ein US-amerikanischer Filmarchitekt.

## Leben
Carl Anderson zog mit seiner Familie nach Los Angeles, wo er die Highschool besuchte. Nach seinem Abschluss arbeitete er für einen Innenarchitekten. In den frühen 1930er Jahren ging er als Zeichner zu MGM. 1936 wechselte er zu Columbia Pictures, wo er 25 Jahre lang blieb. 
Es dauerte nicht lange, bis Anderson Art Director wurde. Zuerst sammelte er Erfahrung bei Kurzfilmen. In den frühen 1940er Jahren arbeitete er dann auch für Langfilme. Zweimal war er für einen Oscar für das beste Szenenbild nominiert. Die erste Nominierung erfolgte 1960. Zusammen mit William Kiernan wurde er für die Arbeit an Der Zorn des Gerechten nominiert. 1973 folgte eine Nominierung  mit Reg Allen für Lady Sings the Blues. Den Rest seiner Karriere verbrachte Anderson vornehmlich beim Fernsehen, bevor er sich 1981 zurückzog. 
An über 100 Produktionen war er als Filmarchitekt bzw. Ausstatter beteiligt, so unter anderem an den Kinofilmen Fegefeuer (1953), Ein Fleck in der Sonne (1960), Hatari! (1962), Sommer der Erwartung (1963), Goldfalle (1965), Robin Crusoe, der Amazonenhäuptling (1966), El Dorado (1966), 100 Gewehre (1969), Die Unbesiegten (1969), Chisum (1970), Big Jake (1971) und Kaktus Jack (1979). Beim Fernsehen arbeitete er an einigen Folgen der Westernserie Bonanza.

## Filmografie (Auswahl)
- 1946: Flucht von der Teufelsinsel (The Return of Monte Cristo)
- 1947: Abgekartetes Spiel (Framed)
- 1948: Dieser verrückte Mr. Johns! (The Fuller Brush Man)
- 1949: Der Berg des Schreckens (Lust for Gold)
- 1949: Unerschütterliche Liebe (Shockproof)
- 1949: Leicht französisch (Slightly French)
- 1949: Flitterwochen mit Hindernissen (Tell it to the Judge)
- 1950: Verurteilt (Convicted)
- 1951: Strandräuber in Florida (The Barefoot Mailman)
- 1951: Frauenraub in Marokko (Ten Tall Men)
- 1952: Mein Sohn entdeckt die Liebe (The Happy Time)
- 1953: Fegefeuer (Miss Sadie Thompson)
- 1957: Der Mann, der niemals lachte (The Buster Keaton Story)
- 1959: Der Zorn des Gerechten (The Last Angry Man)
- 1960: Geheimakte M (Man on a String)
- 1961: Ein Fleck in der Sonne (A Raisin in the Sun)
- 1962: Hatari!
- 1963: Sommer der Erwartung (Spencer’s Mountain)
- 1965: Goldfalle (The Money Trap)
- 1966: Robin Crusoe, der Amazonenhäuptling (Lt. Robin Crusoe, U.S.N.)
- 1966: El Dorado
- 1969: 100 Gewehre (100 Rifles)
- 1969: Die Unbesiegten (The Undefeated)
- 1970: Chisum
- 1971: Big Jake
- 1979: Kaktus Jack (The Villain)